# 위즈코프
위즈코프(WIZ Corp Inc.)는 대한민국의 휴게소 주유소 운영 기업이다. 본사는 서울시 강남구 봉은사로 429, 8층 (삼성동, 위즈빌딩)에 위치해 있으며 대표이사는 정승환이다.

## 상장
2007년 12월 5일에 공모가 5,200원에 상장하였다.